# Kiša (slika)
Ulje na platnu Kiša je remek-djelo hrvatskog ekspresionizma, nastalo potkraj 1918. samo nekoliko tjedana prije smrti njegova autora, dvadesetčetverogodišnjeg hrvatskog slikara židovskog podrijetla Milana Steinera.
Da bi postalo jasno zbog čaga je ovo neveliko ulje na platnu postalo „kultno mjesto nekoliko naraštaja povjesničara umjetnosti“ (Lilijana Domić) i zbog čega je staklo status „kapitalnog djela“ našeg modernog slikarstva (Radoslav Putar), potrebno je, uz kratku analizu njegovih formalnih karakteristika, iznijeti i nekoliko činjenica o životu njegova autora, još uvijek nedovoljno poznatog Milana Steinera.

## Zašto je Steinerova slika „Kiša“ remek djelo?
Premda se rodio u dobrostojećoj trgovačkoj obitelji, život Milana Steinera od najranijeg je djetinjstva bio preplavljen patnjom. Kao beba, ispao je dadilji iz ruku, i zadobio trajne ozljede.
Dalje, u sedmoj godini obolio je od tuberkuloze i odstranjeno mu je jedno plućno krilo, čime je naglo presječen normalan razvoj: tijelo mu se deformiralo, ostao je vrlo nizak i zadobio grbu, što je lako uočiti na njegovim brojnim sačuvanim autoportretima. 
Ipak, Milan nije dopustio da ga sve te teške okolnosti slome: nakon Trgovačke akademije, upisao je Višu školu za umjetnost i obrt koju je završio 1916. godine.
U svojim sjećanjima na mladu umjetničku bohemu toga vremena, Josip Horvat je zapisao: 
Uvijek prisutan ali i uvijek pasivan član društva bijaše Milan Steiner. Blijedi grbavac s crtom trpke zrelosti oko ustiju, blistavih, pronicavih mirnih očiju. Samo bi u najužem krugu izbacio katkad koju primjedbu, jasnu i oštru. S rijetkima je drugovao, potpuno valjda ni s kojim suučenikom, no koga bi počastio mrvom svoga povjerenja, taj bi stao zapanjen bogatstvom njegova znanja, neprimjetljivog u razredu. Bio je duhom zreliji od svih svojih vršnjaka, pun originalnih zapažanja, tople humanitarnosti protkane finom, nezlobnom ironijom. Možda je odbijala njegova rezerviranost, svako pomanjkanje spontanosti, te glavne značajke mladosti. Pojedincima je pokazivao velike monografije s područja likovnih umjetnosti, koje gledaoci nisu bili dozreli pravo ocijeniti. Iz njegovih su se ustiju čule prve kritike Nitzschea – tada su svi čitali ”Zaratustru” u Ćurčinovom prijevodu i Cvijanovićevom izdanju – i teško slijedile njegove primjedbe.
Kada pročitamo ove retke, shvaćamo da je u naizgled neobavezno i svakako nepretenciozno naslikanoj „Kiši“, kratko pred svoju smrt koju je izgleda već naslućivao, Steiner dao panoramu svojeg cijelog života. Poput čovjeka bez kišobrana na kiši, koji se nalazi gotovo sakriven iza dva ženska lika s kišobranima u prvom planu slike, probijao se tiho i bez gorčine Steiner ulicama svog života, oslikanog, poput „Kiše“ uglavnom sivim tonovima. 
Svoju životnu sjetu, kušnju i bol Steiner je u „Kiši“ izrazio vrlo suptilnim likovnim sredstvima, toliko blagim da je našoj likovnoj kritici trebalo nekoliko desetljeća da shvati da je ocjena Steinerova starijeg prijatelja Ljube Babića da se radi o „impresionističkom ostvarenju“ bila sasvim pogrešna, te da je „Kiša“ zapravo remek-djelo hrvatskoga ekspresionizma, premda, doista, „više svojom egzistencijalističkom doživljajnošću, negoli formalnom sintaksom izraza“ (Zdenko Tonković).

## Vanjske poveznice
- Izložba 120 godina rođenja Milana Steinera